# Морохаси, Тэцудзи
Тэцудзи Морохаси (яп. 諸橋轍次 Морохаси Тэцудзи, 4 июня 1883 — 8 декабря 1982) — японский синолог и лексикограф, создатель самого полного словаря иероглифов — «Большой китайско-японский словарь» (яп. 大漢和辞典 Дай кан-ва дзитэн).
За свою научную деятельность Тэцудзи Морохаси в 1957 году был награждён Орденом Хризантемы, а в 1965 — Орденом Культуры.
В городе Сандзё (префектура Ниигата) существует мемориальный музей Тэцудзи Морохаси (яп. 諸橋轍次記念館).